# Siegel Mohammeds

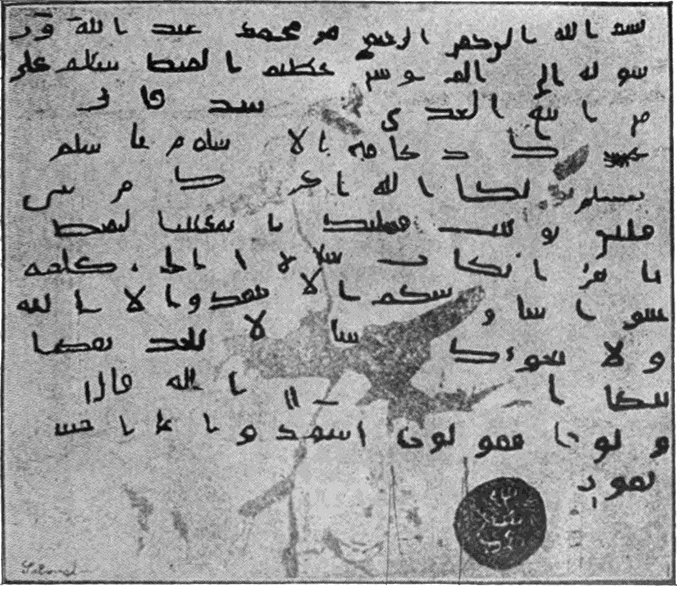

 Das Siegel Mohammeds (türk. Mühr-i Saâdet) ist eine islamische Reliquie. Es handelt sich um den Siegelstein eines Ringes. Der Stein besteht aus rechteckigem und ca. 1 cm langem roten Achat, auf dem in kufischer Schrift „Mohammed, Prophet Gottes“ steht. Der zugehörige Ring ist nicht erhalten. Die Reliquie befand sich im 19. Jahrhundert in Bagdad und wurde von den Osmanen nach Istanbul gebracht. Es handelt sich auch nach islamischer Überlieferung nicht um das originale Siegel Mohammeds, da der Kalif ʿUthmān demnach das Siegel in einen Brunnen habe fallen lassen.
Georg Wilhelm Freytag schildert diese Begebenheit folgendermaßen:

Im siebenten Jahre der Flucht legte sich Moḥammed einen silbernen Siegelring zu, worauf die Worte arabisch محمد رسول الله „Moḥammed der Gesandte Gottes“, in drei Zeilen, so dass jedes Wort eine Zeile ausmachte, eingegraben waren. Diesen erbten seine nächsten Nachfolger. Noch der Chalif ʿOṯmân bediente sich seiner. im J. 30 aber fiel er ihm von der Hand in den Brunnen Arîs zu Medînah und ward nicht wieder gefunden. Man machte daher einen anderen nach, dessen sich die folgenden Chalifen bedienten.

Der Siegelstein gehört zu den Emanat-ı mukaddese und wird im Topkapı-Palast und dort im Mukaddes Emanetler Dairesi aufbewahrt. Registriert ist er dort unter der Nummer 21/167.
Auf dem angeblichen Brief Mohammeds an al-Muqauqis trägt das Pergament ein rundes Siegel Mohammeds. Bei dem Pergament handelt es sich mit großer Wahrscheinlichkeit um eine Fälschung.